# سيلفيو ميكالي
سيلفيو ميكالي (بالإيطالية: Silvio Micali) ولد في 13 أكتوبر 1954 عالم حاسوب أمريكي، اشتهر في مجال علم الحاسوب وعلم التعمية، فاز بجائزة تورنغ في عام 2012.